# Orient (géographie)
Pour les articles homonymes, voir Orient.

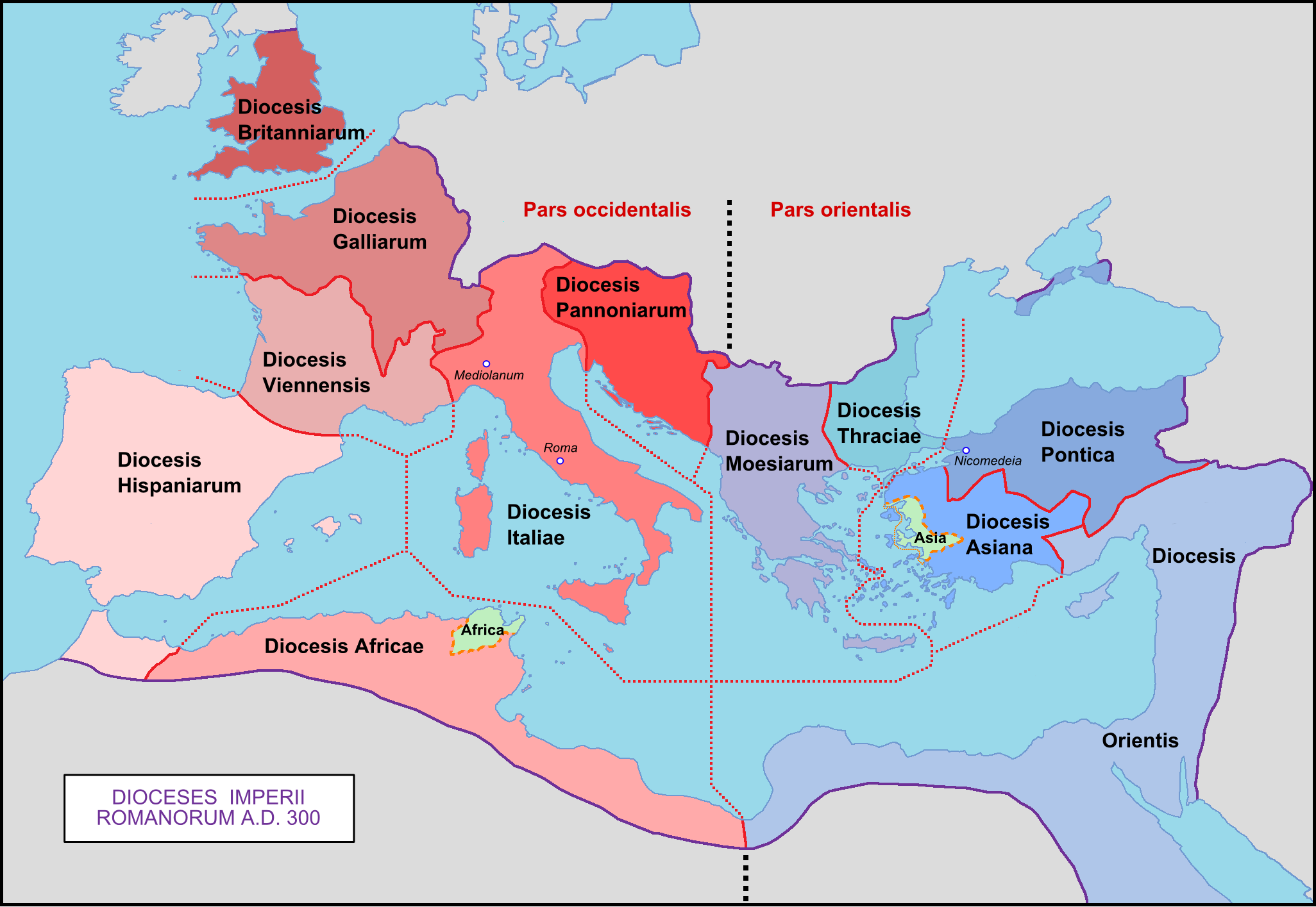
Découpage entre l'Orient et l'Occident dans le contexte de l'empire romain.

L'Orient, ou monde oriental, est en géographie un concept culturel principalement utilisé par les Européens. Globalement, le terme désigne « les espaces situés à l'Est de l'Europe », c'est-à-dire l'Asie. La délimitation précise est dépendante du contexte dans lequel le terme est utilisé.
Le Proche-Orient, le Moyen-Orient et l'Extrême-Orient sont des sous-parties de l'Orient.

## Étymologie
Orient est apparu au XIe siècle dans la langue française. Il provient du Latin Oriens (ou encore Orientis) qui est le participe passé de Oriri qui veut dire : se lever. Il est en rapport direct avec le lever du Soleil. Sol Oriens signifiait : le Soleil se levant. Le mot Orient donnera aussi tous les mots dérivés de l'orientation. 